# Kreiselspiel
Kreiselspiel ist die Gattungsbezeichnung, unter der in der Spielwissenschaft die Vielzahl verwandter Spielformen mit dem physikalischen Spielzeug Kreisel gesammelt und systematisiert wird.

## Herkunft und Verbreitung
Kreiselspiele sind in fast allen Ländern der Welt in bunter Vielfalt verbreitet. Sie können dort oft schon eine lange Tradition vorweisen und haben in ihrer Geschichte zahlreiche Spielzeugvarianten, Spielformen und Namensgebungen hervorgebracht.

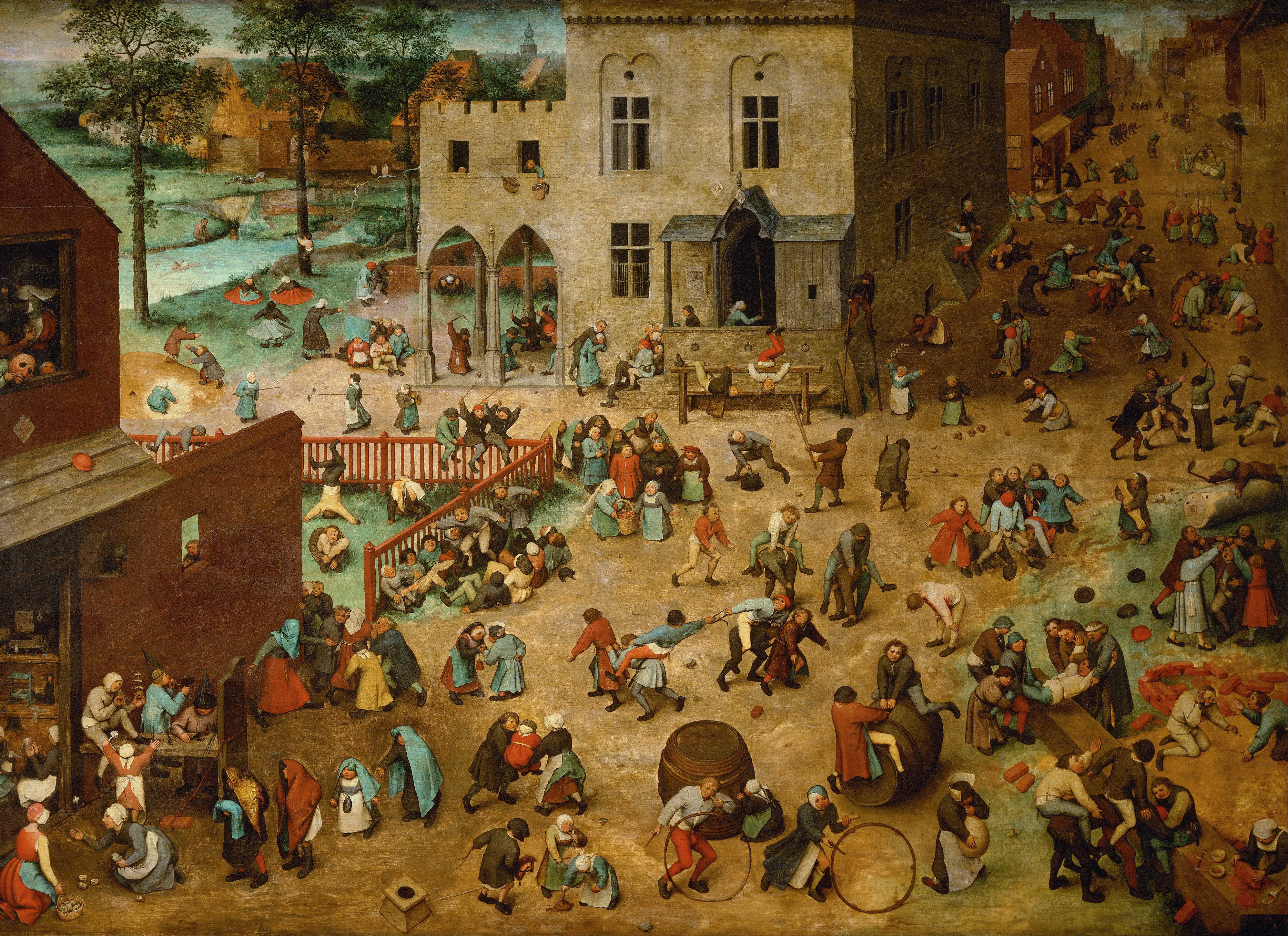
Brueghel: Die Kinderspiele, 1560

Im europäischen Kulturraum finden sich Kreiselspiele schon früh in den Niederlanden auf dem Gemälde „Die Kinderspiele“ des Bauernmalers Pieter Brueghel der Ältere aus dem Jahr 1560 dokumentiert und bildlich dargestellt.
Kreiselspiele waren zweihundert Jahre später nachweislich auch dem Philanthropen  Johann Bernhard Basedow bekannt. Sie wurden in seinem Dessauer Philanthropinum gelehrt und praktiziert und finden sich in seinem „Elementarwerk“ von 1774 publiziert.  Der Grafiker und Illustrator Daniel Chodowiecki hat sie in demselben Buch ins Bild gesetzt. Ein weiterer führender Kopf der reformpädagogischen Bewegung der Zeit der Aufklärung, Johann Christoph Friedrich GutsMuths, hat die Spiele in seine berühmte Spielesammlung von 1796 aufgenommen.

## Spielformen

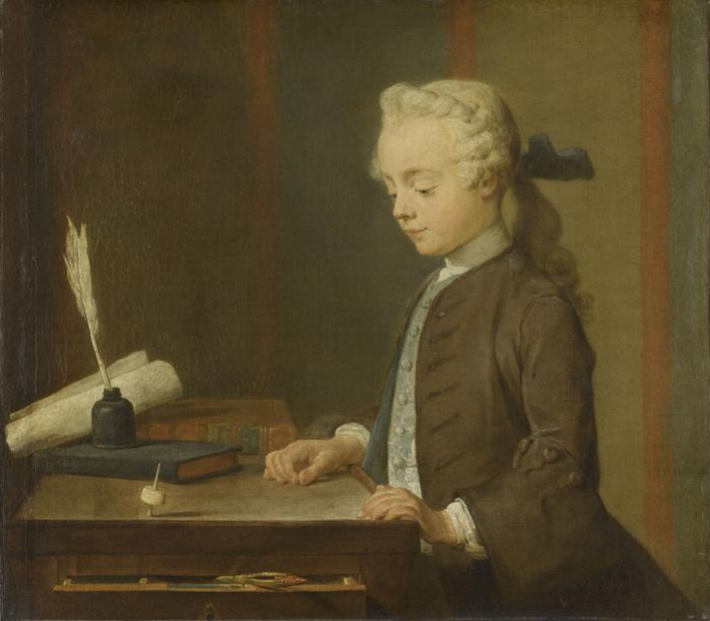
Tischkreiselspiel: Der Knabe mit dem Kreisel, Gemälde von Jean-Baptiste Siméon Chardin (1741)

### Tischkreiselspiele

#### Hand- oder Fingerkreiseln
Das Hand- oder Tischkreiseln ist ein beschauliches Spiel, bei dem unterschiedliche Kreiseltypen von Hand, etwa durch Reiben zwischen den beiden Handflächen oder durch eine Zwitschbewegung von Daumen, Zeige- und Mittelfinger, in eine Drehbewegung versetzt werden. Spiele dieser Art waren schon zur Goethezeit bei Kindern wie Erwachsenen als Gesellschaftsspiel zur Pfandeinforderung bekannt und beliebt.

#### Sakai-Kreiseln

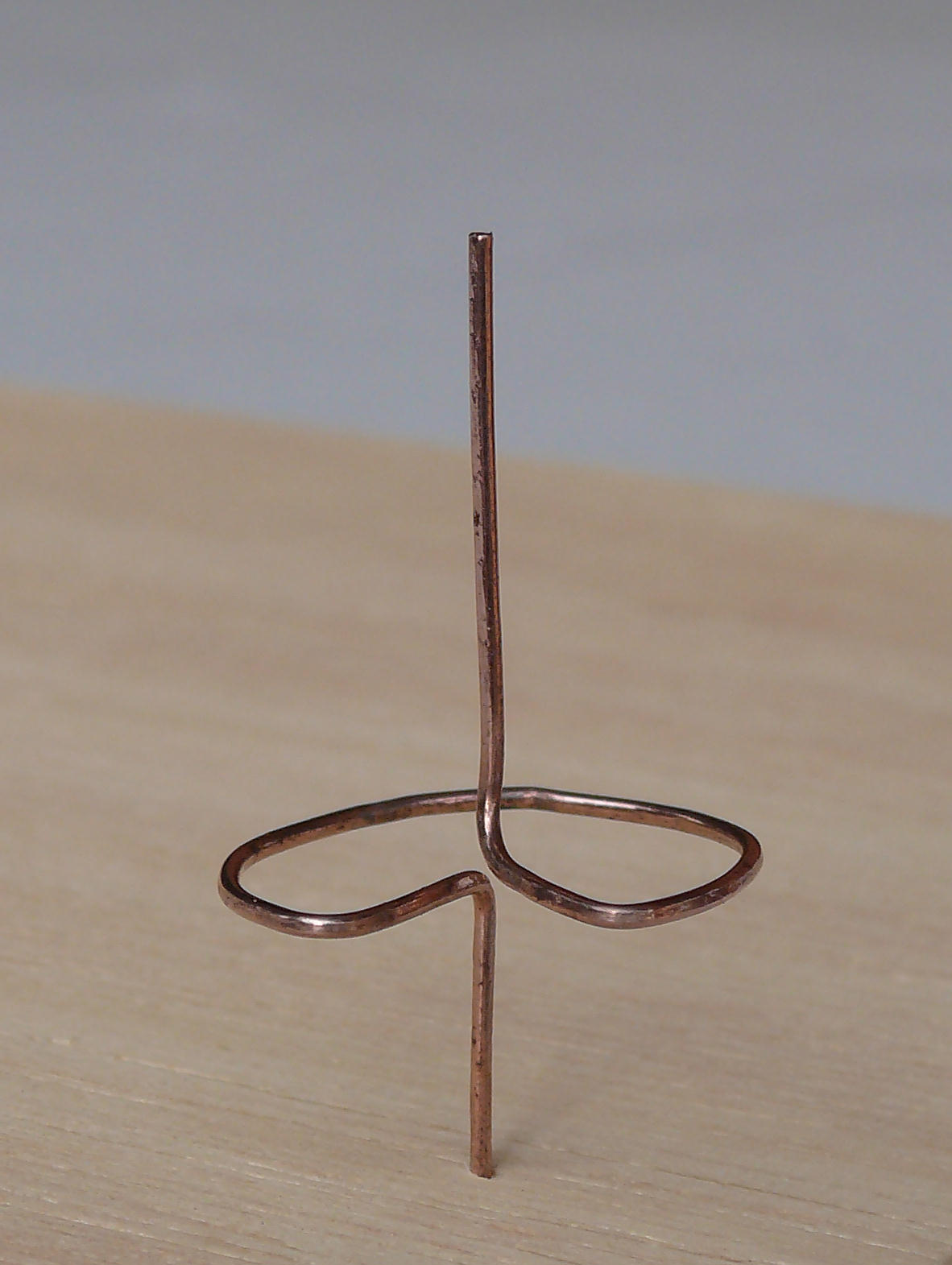
Japanischer Sakai- oder Büroklammer-Kreisel

Das Sakai-Kreiselspiel bedient sich einer Drahtkonstruktion, etwa aus einer Büroklammer, die so gebogen wird, dass sie sich als Kreisel auf einer waagerechten Unterlage bewegen lässt. Im Jahre 1986 ursprünglich von einem japanischen Physikprofessor erdacht, um seinen Studenten das Prinzip des Kreiselspiels zu vermitteln, entwickelte es sich zu einem einfach herzustellenden Tischkreisel, der dem Spieltrieb Gelegenheit des Auslebens verschafft.

#### Nimmgib

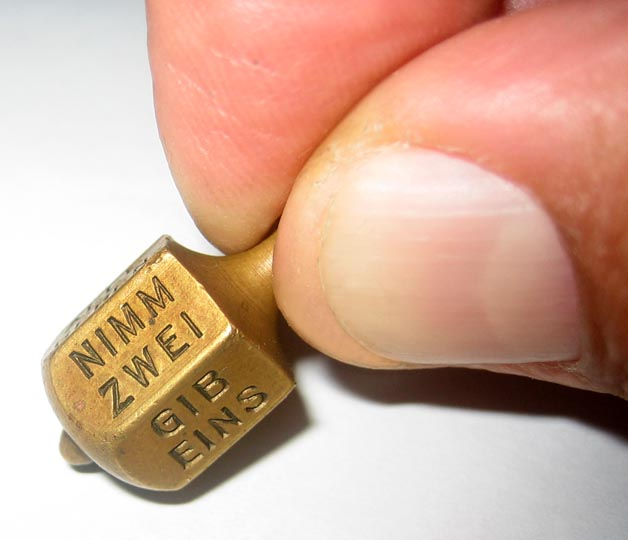
Der Nimmgib, zwischen Daumen und Zeigefinger angeworfen

Das Nimmgibspiel (in England auch als „Put and Take“ bekannt) datiert aus dem ersten Drittel des 20. Jahrhunderts. Das bei Kindern beliebte Spielzeug besteht aus einem winzigen Kreisel, der auf seinen sechs abgeflachten Seiten verschiedene Spielaufforderungen enthält wie „Nimm zwei“, „Gib eins“ oder „Nimm alles“. Dazu wird der Kreisel per Hand an seinem Griff gedreht, um eine Antwort des würfelähnlichen Spielzeugs zu provozieren. Der Nimmgib wandert reihum in der Spielerrunde und verspricht dem einzelnen Mitspieler Gewinn oder Verlust von kleinen Einsätzen wie Süßigkeiten oder Murmeln.

#### Dreidelspiel

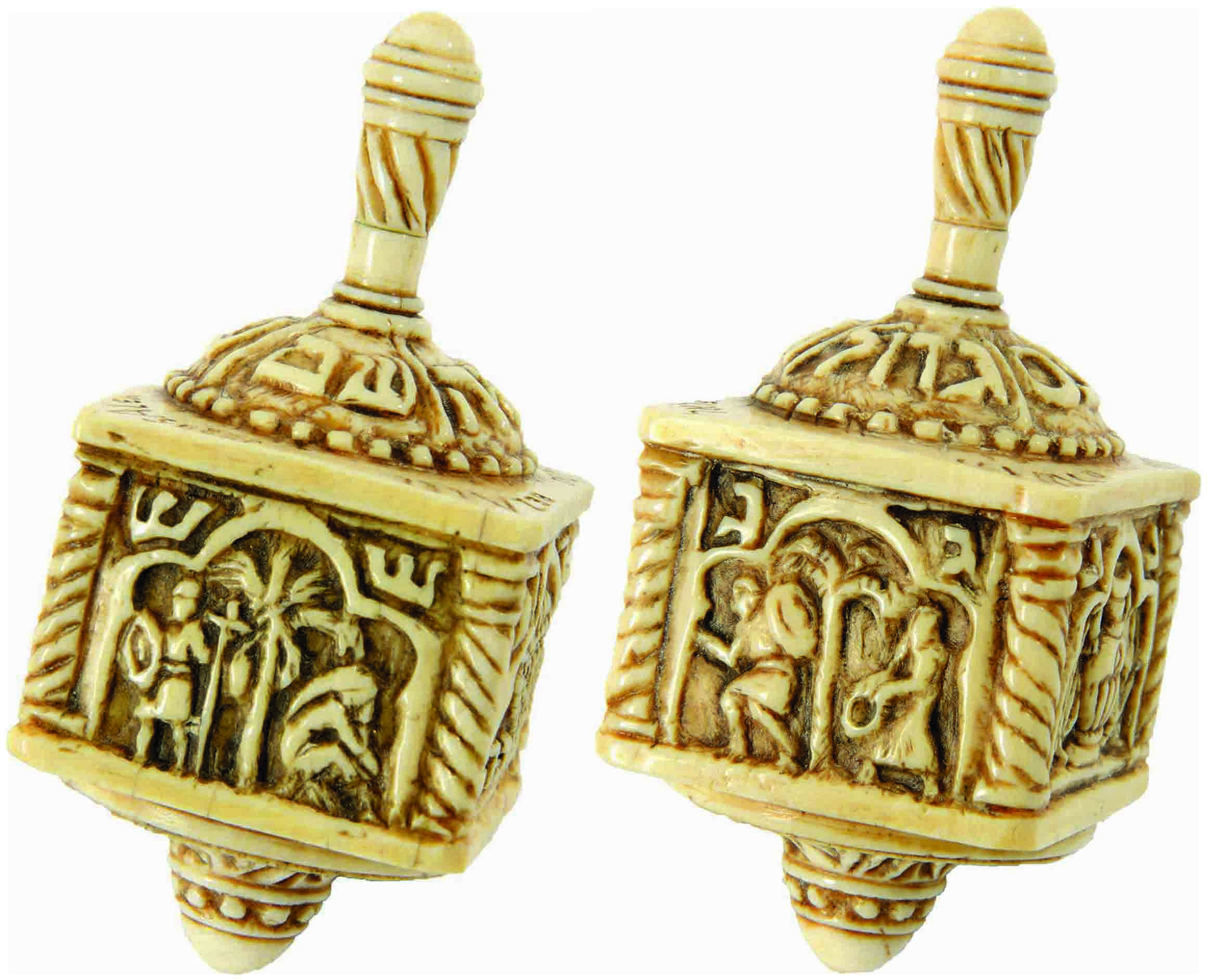
Dreidel aus Elfenbein (Israel 2014)

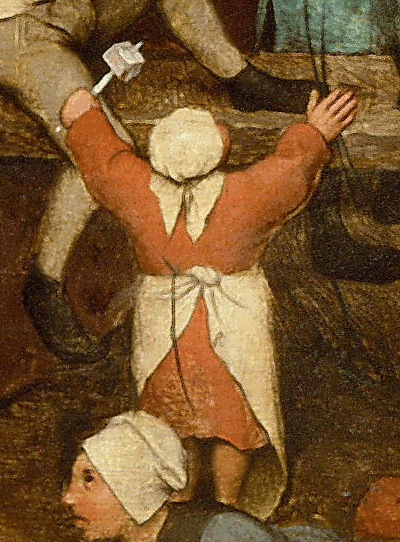
Mädchen mit Toton, Detail aus dem Gemälde Die Kinderspiele von Pieter Brueghel (1560)

Das  Dreidelspiel, auch „Toton“ genannt, wird mit einem Kreisel gespielt, der vier Seiten aufweist, von denen jede eine andere Beschriftung trägt. Nach dem Drehen fungiert er wie ein Würfel, der nach dem Niederfallen dem jeweiligen Spieler signalisiert, was er tun soll oder was er gewonnen hat, dass er etwa ein Pfand hinterlegen muss, dass ihm der Spielerpott zufällt oder auch nichts passiert. Der Bauernmaler Pieter Brueghel der Ältere hat auch dieses Spiel auf seinem Gemälde Die Kinderspiele aus dem Jahr 1560 bereits dokumentiert. In Israel wird der Dreidel noch heute beim Lichterfest Chanukka von den Kindern gedreht, wobei die aufscheinende Oberseite den Gewinn, etwa eine Süßigkeit, verkündet.

#### Wackelsteinspiel
Das Wackelsteinspiel reicht angeblich bis in keltische Zeiten zurück und wurde damals von Priestern zu rituellen Zwecken und Wahrsagungen eingesetzt. Das namengebende ellipsoidförmige, schiffchenartige Spielzeug ist aus unterschiedlichen Materialien wie Holz, Stein oder Plastik gefertigt und fungiert als Kreisel. Wenn eines seiner aufwärts gebogenen Enden leicht gedrückt wird, entsteht eine Unwucht, die den Kreisel in eine Wackel-, Schwing- und Drehbewegung versetzt, die sich aus der anfänglichen Richtung auch wieder rückläufig orientieren kann.

#### Brummkreiselspiel
Das Brummkreiselspiel erhielt seinen Namen nach dem von ihm beim Kreisen erzeugten Geräusch: Durch kleine Öffnungen im Kreiselkörper, der in der Regel aus Blech besteht, lassen sich durch das Ausströmen von Luft aus dem Innern durch die Fliehkräfte der Drehbewegung unterschiedliche Töne hervorbringen. Durch das Vibrieren kleiner Metallzungen entsteht ein Summton, der je nach Drehgeschwindigkeit des Kreisels eine unterschiedliche Tonhöhe erreicht. Komplizierter gebaute sogenannte „Choralkreisel“ können sogar einfache Kinderlieder abspielen.

#### Wendekreisel

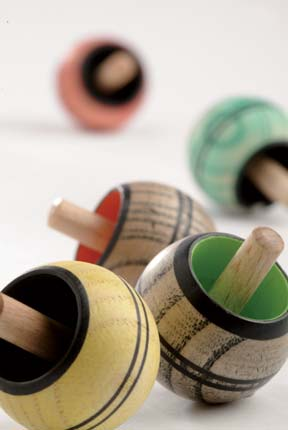
Wendekreisel in liegender Position

Der Wende- oder Stehaufkreisel ähnelt liegend einem leicht geöffneten Parasolpilz. Wird er an seinem Stiel in eine rotierende Bewegung versetzt, richtet er sich aufgrund der Schwerkraftverhältnisse auf, um sich nach Beendigung der Drehbewegung selbsttätig wieder auf den Rücken zu legen. Das Spiel mit ihm ist ein Spiel mit überraschenden physikalischen Gesetzmäßigkeiten.

### Bodenkreiselspiele
Bodenkreiselspiele zeichnen sich durch eine größere Heftigkeit der Bewegung und raumgreifendes Spielen aus. Sie benötigen daher als Spielfeld in der Regel mehr Räumlichkeit.

#### Wurfkreiselspiel

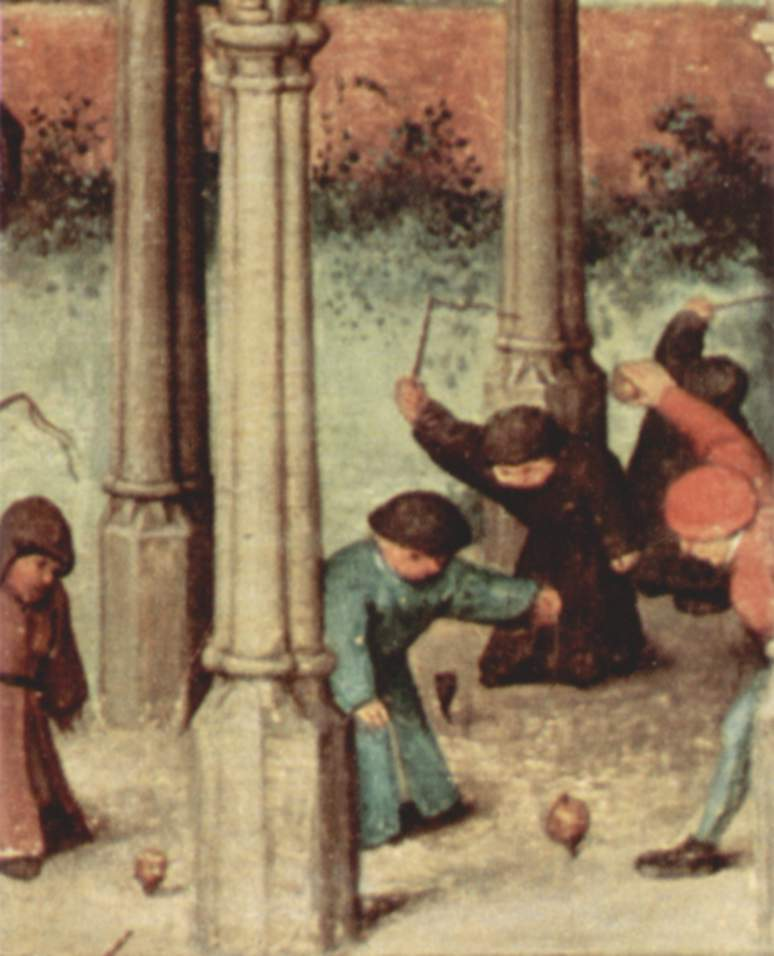
Preckelspiel als Kampfversion, Ausschnitt aus Pieter Brueghel Die Kinderspiele von 1560

Das Wurfkreisel- oder Preckelspiel ist ein dynamisches Spiel, das nach der Bildanalyse von Warwitz/Rudolf im Rückblick von heutigen Zeitzeugnissen schon zur Zeit Pieter Brueghels auch als Kriegsspiel ausgetragen wurde. Es hat über die Jahrhunderte in vielen Ländern der Welt zahlreiche Varianten entstehen lassen und wurde vor allem von Knaben bevorzugt: Ein mit einer Schnur umwickelter schwerer Hartholzkreisel wird heftig auf den Boden geschleudert, wobei ihn die sich abwickelnde Schnur in eine rotierende Bewegung versetzt. Ein Mitspieler kann daraufhin versuchen, den sich drehenden Preckel am Boden mit seinem eigenen Preckel zu treffen und damit außer Gefecht zu setzen und gefangen zu nehmen.

#### Peitschenkreiselspiel

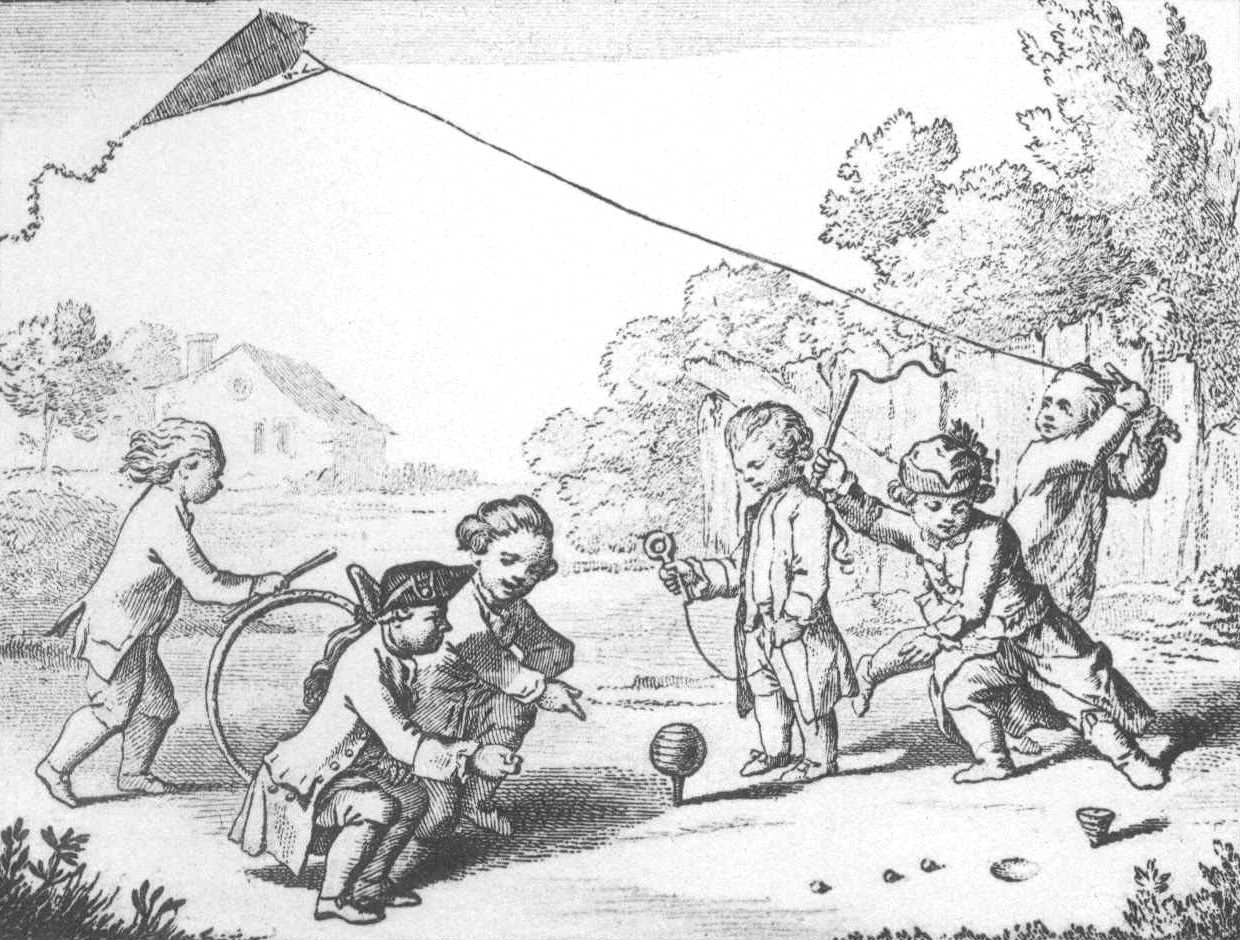
Preckel und Peitschenkreisel in einem Kupferstich von Daniel Chodowiecki, 1774

Im Unterschied zum Preckelspiel wird das Spiel mit dem Peitschenkreisel mehr als Geschicklichkeitsspiel ausgetragen und von den Mädchen bevorzugt. Nach Abziehen der Peitschenschnur von dem umwickelten Kreisel kann dieser durch dosierte Peitschenschläge beliebig lange in Bewegung gehalten werden. Es lassen sich auch Wettkämpfe austragen, wer als erster mit seinem Kreisel eine bestimmte Linie erreicht oder wem es gelingt, seinen Kreisel eine schräge Fläche hinauf oder um eine Wendemarke herum zu treiben.

### Sonstige Kreiselspiele

#### Beybladespiel
Das Beybladespiel ist eine japanische Erfindung aus dem Jahr 1999. Das in eigenen Arenen als Wettkampf ausgetragene Spiel verbreitete sich ab dem Jahr 2000, unterstützt durch eine Fernsehserie, sehr schnell weltweit zu einem der beliebtesten Spiele mit Verkaufszahlen von inzwischen mehreren 100 Millionen Stück. Es geht darum, seinen Kreisel in einem schalenförmig angelegten sogenannten „Beystadium“ gegen die Konkurrenz anderer Spieler möglichst lange in der Drehbewegung zu halten.

## Heutige Situation
Im Gegensatz zu Ländern wie Vietnam, Indien oder Südafrika sind die noch bis in die 1970er Jahre allenthalben praktizierten Kreiselspiele, wie fast alle Spiele im heutigen Straßenbild der europäischen Städte, nahezu verschwunden. Das elektronische Spielzeug hat sie an Attraktivität überflügelt. Aber auch der verdichtete Verkehr hat dem Spiel im öffentlichen Gelände weitestgehend den Raum entzogen. So haben sich die vergessenen Kinderspiele in den pädagogischen Bereich und auf die relativ beengten Spielflächen in Reservaten wie Schulplätze, Sportplätze und Klassenzimmer zurückgezogen. Sie sind Teil der Lehrerbildung und Spielpädagogik geworden und müssen in diesem Rahmen von den Studenten, Lehramtsanwärtern und Kindern als wertvolles Kulturgut erst wiederentdeckt werden.